# Rhynchostracion nasus
Rhynchostracion nasus es una especie de peces de la familia Ostraciidae en el orden de los Tetraodontiformes.

## Morfología
• Los machos pueden llegar alcanzar los 30 cm de longitud total.

## Hábitat
Es un pez de mar de clima tropical y asociado a los  arrecifes de coral que vive entre m de profundidad.

## Distribución geográfica
Se encuentra desde Sri Lanka y Sumatra hasta Fiyi, las Filipinas, Palacio y Chuuk.

## Observaciones
No se puede comer ya que es  venenoso para los humanos.